# Twitter Files Brazil
Os Twitter Files Brazil (em português: Documentos Twitter Brasil) são uma coleção de documentos internos da plataforma X (antigo Twitter) que foram divulgados em abril de 2024, revelando as interações da plataforma com autoridades e figuras proeminentes brasileiras. De acordo com seus publicadores, esses documentos dariam indícios de tentativas do Tribunal Superior Eleitoral (TSE), de parlamentares, do Ministério Público e do ministro Alexandre de Moraes de obter acesso a dados de usuários, visando a coleta em massa de informações através da análise de hashtags específicas. Segundo os consultores jurídicos da empresa, tais ações poderiam representar uma violação do Marco Civil brasileiro e dos direitos constitucionais dos cidadãos.
Os documentos foram divulgados pelo jornalista americano Michael Shellenberger, em parceria com dois brasileiros alinhados ao bolsonarismo, David Ágape e Eli Vieira, depois de terem sido disponibilizados pelo empresário Elon Musk, que adquiriu e renomeou a rede social como X. Apesar de não ter sido comprovada a veracidade dos conteúdos dos emails, o episódio suscitou debates sobre privacidade, liberdade de expressão e a responsabilidade das plataformas de mídia social no contexto político e jurídico do Brasil.
O episódio recebeu esse nome por vir em sequência ao Twitter Files, que foi uma série de vazamentos de documentos internos do Twitter entre dezembro de 2022 e março de 2023.

## História
Em dezembro de 2022, Elon Musk, que dois meses antes havia comprado o Twitter, entregou a jornalistas documentos internos que detalhavam a forma com que a mídia social havia auxiliado a campanha de Joe Biden em 2020, atendendo de forma diferenciada pedidos de remoção de conteúdo feitos pela campanha democrata em comparação com a de seu adversário, Donald Trump. Poucos dias depois, Musk diz que o mesmo poderia ter ocorrido no Brasil. Quase um ano e meio depois, o dono do agora chamado X entregou ao jornalista americano Michael Shellenberger inúmeros e-mails internos da companhia enviados entre 2020 e 2022 – Shellenberger publicou o material em colaboração com a Gazeta do Povo.
No entanto, contrariamente ao caso americano, no Brasil os agentes do escândalo foram autoridades do Tribunal Superior Eleitoral. Segundo fora divulgado, o TSE chegou a exigir dados de usuários que haviam usado certas hashtags que sequer configuravam qualquer tipo de crime ou infração, como as que pediam pelo voto impresso. A empresa, Twitter, nas mais diversas ocasiões, julgou que as exigências eram uma invasão de privacidade, negando colaborar.

## Comentário do Elon Musk
O empresário e agora dono do Twitter, Elon Musk, após a deflagração dos Twitter Files Brazil, comenta, no dia 06 de abril de 2024, em uma publicação do perfil do juiz do Supremo Tribunal Federal, Alexandre de Moraes, no X (antigo Twitter). Seu comentário dizia: "Why are you demanding so much censorship in Brazil?" (em português: "Por que vocês exigem tanta censura no Brasil?"), reforçando o que fora divulgado pelos files, e a percepção de que, para "defender a democracia", a corte teria ultrapassado o limite do razoável e da democracia liberal.

## Desdobramentos
Na noite do dia 06 de abril de 2024, a X Corp, através de sua conta Global Government Affairs, na rede social X (antigo twitter), declarou:
"A X Corp. foi forçada por decisões judiciais a bloquear determinadas contas populares no Brasil. Informamos a essas contas que tomamos tais medidas. Não sabemos os motivos pelos quais essas ordens de bloqueio foram emitidas. Não sabemos quais postagens supostamente violaram a lei. Estamos proibidos de informar qual tribunal ou juiz emitiu a ordem, ou em qual contexto. Estamos proibidos de informar quais contas foram afetadas. Somos ameaçados com multas diárias se não cumprirmos a ordem. Não acreditamos que tais ordens estejam de acordo com o Marco Civil da Internet ou com a Constituição Federal do Brasil e contestaremos legalmente as ordens no que for possível. O povo brasileiro, independentemente de suas crenças políticas, têm direito à liberdade de expressão, ao devido processo legal e à transparência por parte de suas próprias autoridades."
Elon Musk, 10 minutos depois, comentou em seu respost à declaração: "Why are you doing this @alexandre?" (em português: "Por que você está fazendo isso, Alexandre?"). Nota-se que o uso do "@" significa que o perfil a ele seguinte, o de Alexandre de Moraes, fora marcado à postagem.
Em seguida, Musk publicou em seu perfil, informando que as restrições impostas aos perfis solicitadas pelos órgãos judiciais foram removidas, dizendo que alguns dos funcionários da rede social foram ameaçados de prisão. Musk completa a publicação dizendo que "princípios são mais importantes do que lucro", e que essa decisão de contestar as ordens judiciais provavelmente resultará na perda de receitas da filial brasileira, levando ao eventual fechamento dos escritórios brasileiros.
Jorge Messias, advogado-geral da União, publicou em seu perfil da rede social uma resposta à fala de Musk, solicitando urgentemente a regulamentação das redes sociais:
"É urgente regulamentar as redes sociais. Não podemos conviver em uma sociedade em que bilionários com domicílio no exterior tenham controle de redes sociais e se coloquem em condições de violar o Estado de Direito, descumprindo ordens judiciais e ameaçando nossas autoridades. A paz social é inegociável".
Por volta do meio-dia do dia 07, Musk publica em seu perfil do X, dizendo: "Em breve, o 𝕏 publicará tudo o que é exigido por @Alexandre e como essas solicitações violam a legislação brasileira. Este juiz traiu descarada e repetidamente a constituição e o povo do Brasil. Ele deveria renunciar ou sofrer impeachment. Que vergonha, @Alexandre, que vergonha."
Figuras de proeminência internacional também comentaram a respeito, como Gleen Greenwald e Robert F. Kennedy Jr. Gleen, especialista em direito constitucional e jornalista mundialmente conhecido, comenta, em seu perfil do X, concordando com as ações de Musk e condenando os atos repressivos de Moraes. Não é a primeira vez que condenara Alexandre. Um mês antes havia o chamado de ""profundamente autoritário e louco pela censura". Robert F. Kennedy Jr, por sua vez, filho de Robert. F. Kennedy e candidato independente às eleições presidenciais americanas de 2024, em seu repost a um vídeo de Michael Shellenberger, disse: "Nunca na minha vida a liberdade de expressão esteve tão ameaçada como hoje. Obrigado @elonmusk". No vídeo, Michael exprime suas ideias, dizendo que que o Brasil estava à beira de uma ditadura comandada pelo juiz Alexandre de Moraes, e que o trilhar do país rumo ao totalitarismo tinha Lula como partícipe. Diz ainda que o que Moraes e Lula estavam fazendo era uma violação à Constituição Brasileira e à Declaração dos Direitos Humanos das Nações Unidas. O vídeo fora também republicado pelo Elon Musk
Segundo apurado pelo jornal O Globo, alguns dos perfis que foram suspensos a pedido do ministro Alexandre de Moraes como parte do inquérito que apura fake news e ataques antidemocráticos ao país, são: o blogueiro Allan dos Santos, que possui um mandado de prisão expedido por Moraes e atualmente reside nos EUA para fugir da prisão; o ex-deputado cassado Daniel Silveira, que convocou a implementação de um novo AI-5; o ex-deputado Roberto Jefferson, atualmente preso por atirar em agentes da Polícia Federal que foram cumprir um mandado de prisão contra o deputado. Até o momento, estes perfis permanecem suspensos na plataforma X.

#### Inclusão de Elon Musk no Inquérito das Fake News
Na noite do dia 07 de abril, Alexandre de Moraes inclui Elon Musk entre investigados do Inquérito das Fake News. A decisão também faz com que haja a instauração de um inquérito para investigar a possível atuação de Musk nos crimes de obstrução de justiça. Embora qualquer decisão da justiça brasileira não possa afetá-lo, por residir nos Estados Unidos, o escritório do X no Brasil, assim com a empresa, podem sofrer os efeitos da investigação e inquérito. Na peça, o ministro se refere algumas vezes ao Musk como CEO do X. No entanto, desde 12 de maio de 2023, a CEO é a Linda Yaccarino. A posição ocupada pelo Musk é a de Chairman (Presidente do conselho de administração) e CTO (diretor-chefe de tecnologia).

#### Permissão dos perfis suspensos
Em 19 de abril de 2024, a Polícia Federal do Brasil afirmou ao Supremo Tribunal Federal (STF) que a plataforma X no mesmo país tem mantido bloqueios de contas determinados pela Justiça brasileira, mas permitido que investigados continuem usando sua plataforma para transmissões ao vivo e permitido que usuários brasileiros interajam com os perfis suspensos. A empresa negou retirada de bloqueios, mas investigadores identificaram que usuários brasileiros ainda conseguem seguir contas suspensas e acompanhar transmissões ao vivo.